# Betrachtung über die Bestimmung des Menschen
Betrachtung über die Bestimmung des Menschen (EA 1748) heißt das zentrale Werk des Theologen und Aufklärungsphilosophen Johann Joachim Spalding. Die ursprünglich recht kurze Schrift (in der Erstausgabe nur 26 Seiten) wurde schnell populär. Spalding hat sie in den folgenden Jahrzehnten mehrfach überarbeitet, bis 1794 erschien sie in elf offiziellen Auflagen, mehreren Nachdrucken und Übersetzungen. Zwischendurch wurde der Titel verkürzt auf „Die Bestimmung des Menschen“.

## Inhalt
Spalding hält sich beim Entwurf seiner Ethik fern von der üblichen theologischen Diktion und dogmatischer Argumentation. Stattdessen führt er, formal in der Tradition Shaftesburys stehend, ein Selbstgespräch, um sich darüber klar zu werden, „warum ich da bin und was ich vernünftigerweise sein soll“. Er schildert, wie ein Individuum über „Sinnlichkeit“, „Vergnügen des Geistes“, „Tugend“ und „Religion“ schließlich selbst zu der Einsicht gelangt, zur „Unsterblichkeit“ bestimmt zu sein.
Der Titel der Schrift wurde zum Schlagwort und zeitigte einige gleich oder ähnlich lautende Publikationen von Christoph Martin Wieland, Johann Gottfried Gruber, Johann Gottlieb Fichte, Friedrich Feuerbach und anderen. Bis heute ist das Wort von der „Bestimmung des Menschen“ ein wichtiger Referenzpunkt der theologischen Anthropologie.

## Ausgabe
- Die Bestimmung des Menschen. Die Erstausgabe 1748 und die letzte Auflage von 1794. Hrsg. von Wolfgang Erich Müller. Waltrop: Spenner 1997.
- Johann Joachim Spalding: Betrachtung über die Bestimmung des Menschen. Weitbrecht, Greifswald 1748. Dritte und vermehrte Auflage. Weitbrecht, Greifswald 1749. (Digitalisiertes Exemplar der „Dritten und vermehrte Auflage“, Berlin 1749 (via VD 18; Digitalisat und Volltext im Deutschen Textarchiv))